# 무확행
《무확행》은 SBS TV에서 방영된 예능 프로그램이며 2018년 9월 13일부터 2018년 10월 25일까지 방송되었는데 2009년 2월 종영된 <강성연의 연애시대> 이후 해당 프로그램을 통해 SBS에서 목요일 심야 시간에 신설 예능 프로그램을 내보냈다.

## 무확행 역사
- 2018년 9월 13일 ~ 10월 25일 : 매주 목요일 밤 11시 10분에 독립 편성되어 1부, 2부로 분할 방송되었다.

## 방송 시간
| 방송 채널 | 방송 기간                          | 방송 시간 | 방송 시간                    | 비고      |
| SBS TV    |                                    |           |                              |           |
| --------- | ---------------------------------- | --------- | ---------------------------- | --------- |
| SBS TV    | 2018년 9월 13일 ~ 2018년 10월 25일 | 1부       | 매주 목요일 밤 11:10 ~ 11:50 | 분리 편성 |
| SBS TV    | 2018년 9월 13일 ~ 2018년 10월 25일 | 2부       | 매주 목요일 밤 11:50 ~ 12:30 | 분리 편성 |

## 역대 출연자
| 출연진                         | 방송 기간                          | 방송 회차 |
| ------------------------------ | ---------------------------------- | --------- |
| 이상민, 서장훈, 김준호, 이상엽 | 2018년 9월 13일 ~ 2018년 10월 25일 | 1 ~ 6회   |

## 시청률

### 2018년
| 회차 | 방송일    | AGB 시청률     |
| 회차 | 방송일    | 대한민국(전국) |
| ---- | --------- | -------------- |
| 1    | 9월 13일  | %              |
| 1    | 9월 13일  | 2.9%           |
| 2    | 9월 20일  | %              |
| 2    | 9월 20일  | 2.9%           |
| 3    | 10월 4일  | %              |
| 3    | 10월 4일  | 2.9%           |
| 4    | 10월 11일 | %              |
| 4    | 10월 11일 | 2.4%           |
| 5    | 10월 18일 | %              |
| 5    | 10월 18일 | 3.4%           |
| 6    | 10월 25일 | %              |
| 6    | 10월 25일 | 2.9%           |

## 편성 변경 및 결방 사유

### 2018년
- 9월 27일 : SBS 수목드라마 《흉부외과 - 심장을 훔친 의사들》 4회 연속방송으로 결방.

## 기타
- 해당 프로그램이 신설됨에 따라 MBC 《구내식당 - 남의 회사 유랑기》는 2018년 9월 22일부터 목요일 밤에서 토요일 낮 12시대로 시간대를 이동했는데[3] 이 프로그램 고정 출연진 중의 한 명인 이상민이[4] 고정 출연한 <무확행>과의 겹치기 출연을 피하기 위한 것으로 풀이된다.